# 파수 사르

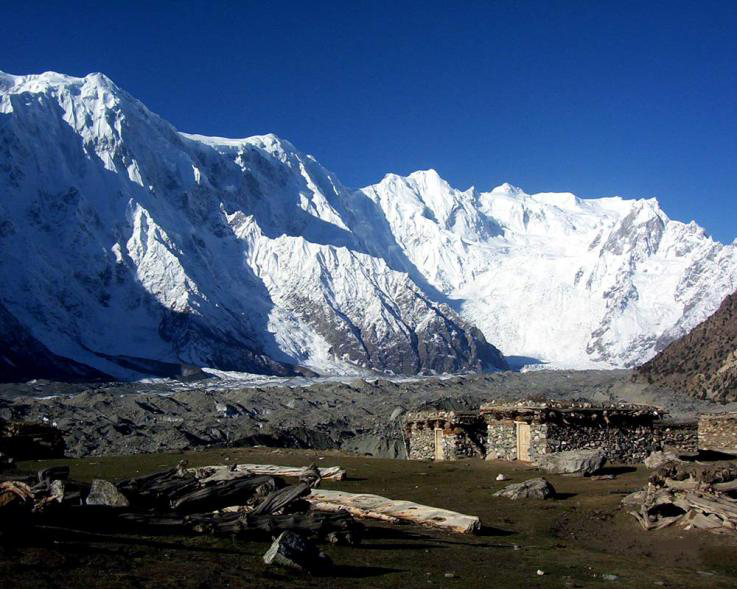

파수 사르(우르두어: پسو سر)는 파키스탄 길기트발티스탄 훈자구의 카라코람산맥의 부분인 바투라 산군(Batura Muztagh)에 위치한 산봉우리이다. 파수 중앙 산괴의 높은 지점이며, 파수 디아르(Passu Diar, 다른 이름: 파수 이스트/Passu East, Pasu II)도 포함한다. 산봉우리는 바투라 산군의 주요 산등성이에 위치하며 바투라 사르에서 동쪽으로 약 7킬로미터 지점에 위치해 있다.
파수 사르의 최초의 성공적인 등반일은 논란 대상이다. 1994년 8월 7일 독일의 팀 막스 월너(Max Wallner), 딕 나우만(Dirk Naumann), 랄프 르만(Ralf Lehmann), 폴커 뷔르니히(Volker Wurnig)에 의해 이루어졌다는 보고가 있다. 다른 보고에 따르면 1978년 일본-파키스탄 팀이 등반하였다는 기록이 있다.

## 같이 보기
- 훈자 계곡